# Nikolaas Verkolje
Nikolaas Verkolje (Delft, 1673 - Amsterdam, 1746) est un graveur en manière noire et peintre néerlandais.

## Biographie
Nikolaas Verkolje est né à Delft le 11 avril 1673. Fils de Jan Verkolje, il est, selon Arnold Houbraken, le seul de ses cinq enfants à s'être consacré aux arts. Houbraken a essayé d'écrire une notice biographique pour Nikolaas, mais il est mort avant d'achever le troisième volume du Grand Théâtre des peintres néerlandais, qui contient une notice de son père.
Selon le RKD, lui et son frère Jan II sont devenus peintres, tous deux élèves de leur père.
Actif depuis 1700, Nikolaas a eu à son tour plusieurs élèves tels que Arnout Rentinck (1712 - 1774), Jan Maurits Quinkhard (1688 - 1772) et Jan Matthias Kok (it) (1720 - 1771).
Nicolaas Verkolje est mort à Amsterdam le 21 janvier 1746. Le 18 avril suivant, sa maison est mise aux enchères, et le catalogue de celle-ci est conservé à la Bibliothèque nationale de France.

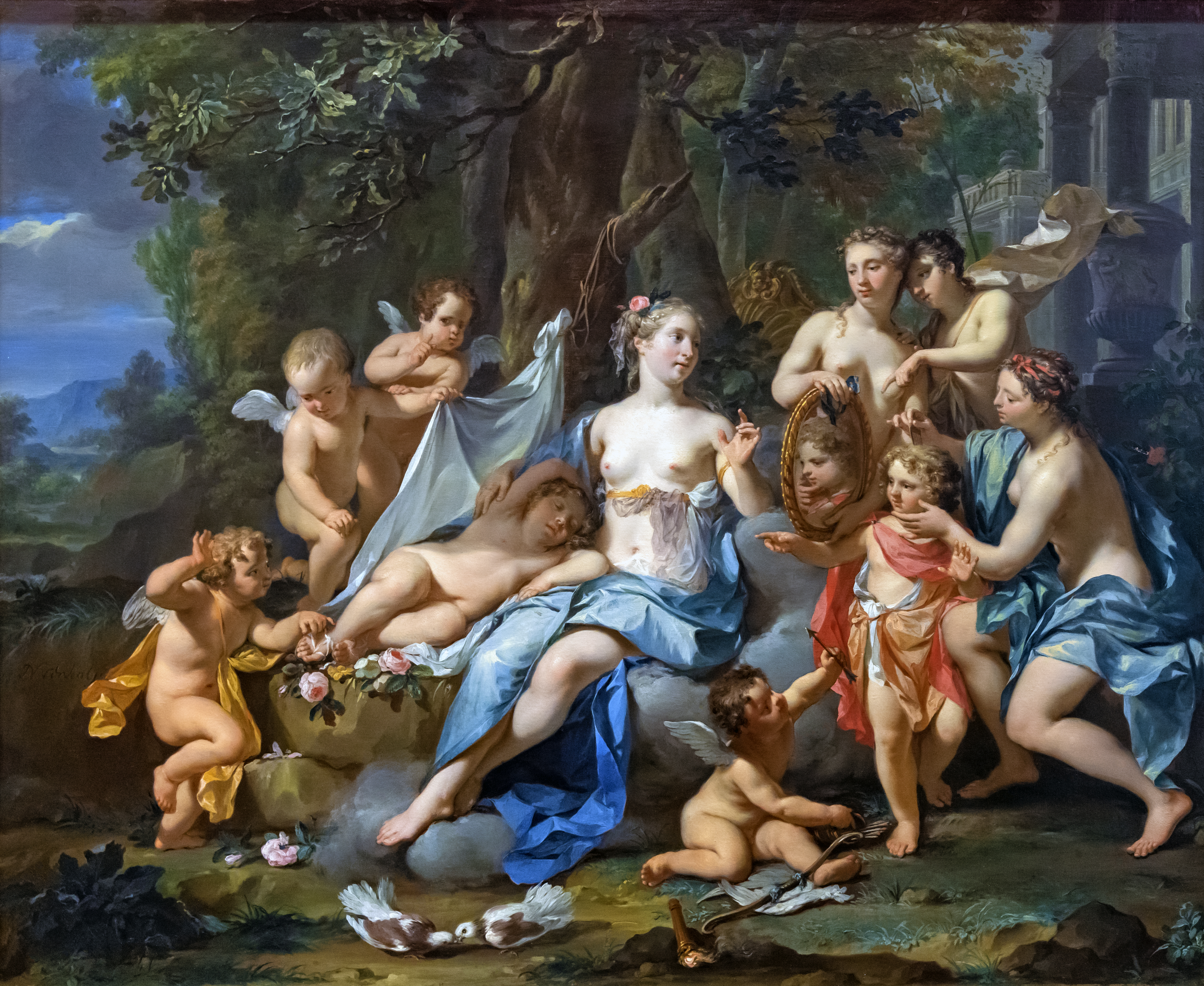
L'amour endormi auprès de Vénus - Musée des Beaux-Arts de Carcassonne